# Wytwórnie płytowe Binga Crosby’ego po roku 1955

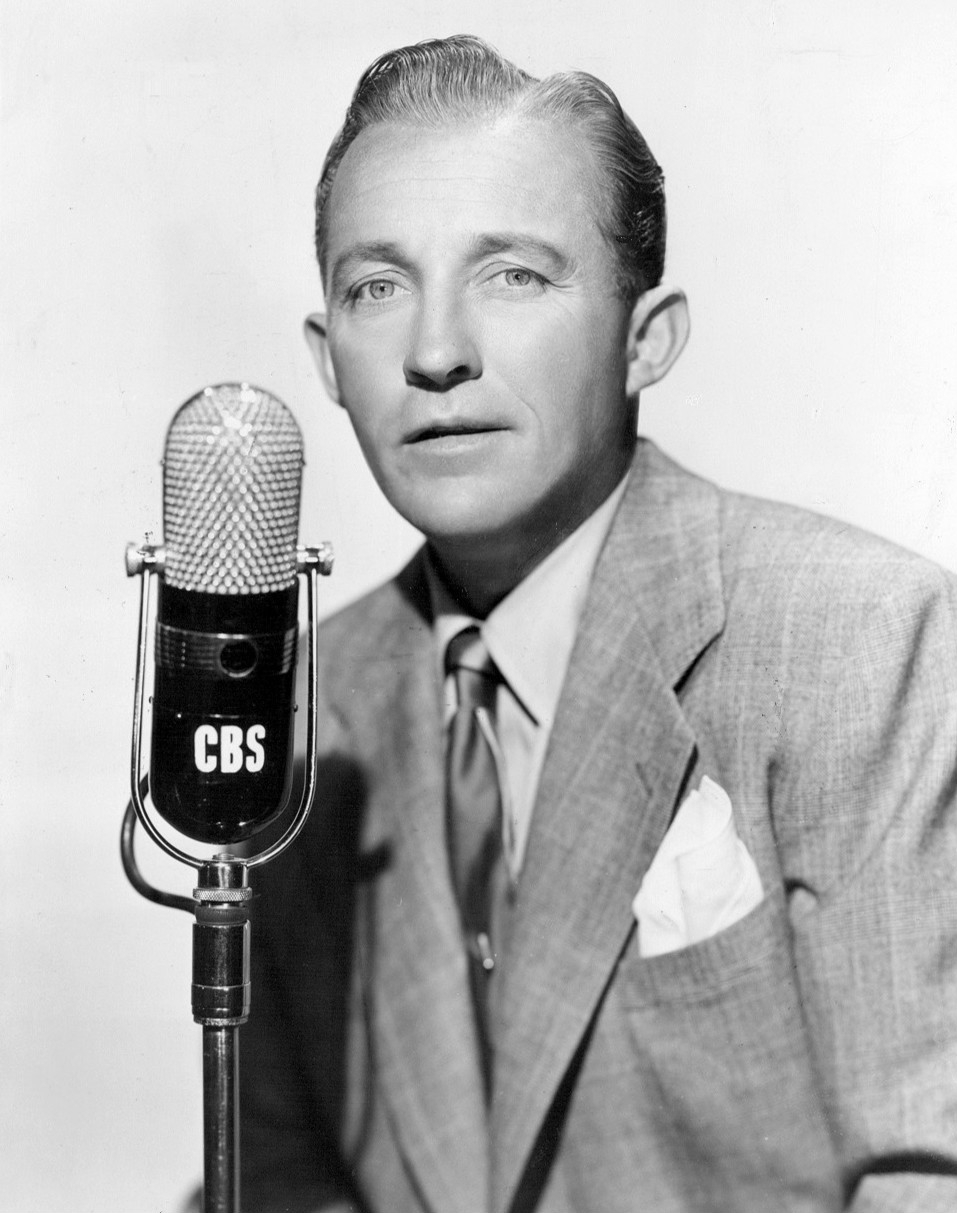
Bing Crosby (1951)

Od momentu wydania swojego pierwszego albumu w 1939 roku, do roku 1955 Bing Crosby współpracował z wytwórnią Decca Records. Po wygaśnięciu długoterminowego kontraktu w 1955 roku, podpisał on wiele krótkoterminowych kontraktów z wieloma różnymi wytwórniami. Obejmowały one wiele popularnych wydawnictw, takich jak: Reprise Records, RCA Victor, Verve Records, Decca (ponownie), United Artists Records, Capitol Records i wiele innych.  

## Lata 50.

### 1956

#### Capitol Records
- Bing nagrał ścieżkę dźwiękową do filmu MGM High Society wraz z Frankiem Sinatrą, Grace Kelly, Celeste Holm i Louisem Armstrongiem.

#### Decca Records
- Bing nagrał ścieżkę dźwiękową do filmu Anything Goes. Następnie nagrał album Songs I Wish I Had Sung the First Time Around dla Decca w połowie kwietnia. Został wydany także album ze ścieżką dźwiękową High Tor, a także album z audycji radiowej A Christmas Sing with Bing Around the World.

Kompilacje:
- Shillelaghs and Shamrocks
- Home on the Range
- Blue Hawaii

#### Verve Records
- Crosby nagrał Bing Sings Whilst Bregman Swings na początku czerwca. To był punkt zwrotny w jego karierze, ponieważ wypróbowywał nowatorską wersję własnego stylu, z swingującą orkiestrą, łącząc go ze stylem swoich słynnych muzycznych następców: Franka Sinatry, Deana Martina i wielu innych.

### 1957

#### RCA Victor
- Bing nagrał album Bing with a Beat pod koniec lutego wraz z Bobem Scobey’s Frisco Jazz Band.

#### Golden Records
- W kwietniu Bing nagrał cztery albumy z opowiadaniami muzycznymi dla dzieci. Dwa z nich, A Christmas Story – An Axe, an Apple and a Buckskin Jacket oraz Ali Baba and the Forty Thieves, zostały wydane w 1957 roku, a dwa następne, Never Be Afraid oraz Jack B. Nimble – A Mother Goose Fantasy, w roku 1958.

#### Decca Records
- Bing nagrał album New Tricks dla Decca między sierpniem 1955 roku a sierpniem 1956 roku.

Albumy EP:
- Christmas Time
- Once Over Lightly

#### World Library Publications
- Crosby nagrał album The Bible Story of Christmas, w którym opowiada świąteczną historię według Ewangelii św. Łukasza z chórem Bonaventure śpiewającym hymny bożonarodzeniowe przeplatające się z narracją Binga.

### 1958

#### RCA Victor
- W lipcu i sierpniu Bing i Rosemary Clooney nagrali album Fancy Meeting You Here.

#### Decca Records
Kompilacje:
- Around the World with Bing!
- Bing in Paris
- That Christmas Feeling
- In a Little Spanish Town

### 1959

#### Columbia Records
- Album ze ścieżką dźwiękową Say One for Me został wydany przez Columbia Records.

#### Brunswick Records
Kompilacje:
- Bing’s Buddies and Beaus

## Lata 60.

### 1960

#### RCA Victor
- W lipcu 1959 roku Bing i Rosemary Clooney nagrali album How the West Was Won, który został wydany w 1960 roku. Wydanie zostało nagrane dla własnej firmy Binga Crosby’ego, Project Records, i zostało wydane przez RCA Victor.

#### RCA Victor(jako pierwsze wydanie) &Warner Bros. Records(jako wydanie drugie)
- Join Bing and Sing Along został nagrany w grudniu 1959 roku i wydany w 1960[2].

#### MGM Records
- Bing Crosby i Louis Armstrong pod koniec czerwca nagrali album Bing & Satchmo.

#### Decca Records
Kompilacje:
- Songs of Christmas

### 1961

#### Warner Bros. Records
- 101 Gang Songs zostało nagrane dla Project Records i wydane przez Warner Bros.

#### MGM Records
- Album El Señor Bing został nagrany w czerwcu 1960 roku dla Project Records i wydany w 1961 roku przez MGM Records.

#### Decca Records
Kompilacje:
- My Golden Favorites

### 1962

#### Liberty Records
- Album The Road to Hong Kong ze ścieżką dźwiękową został wydany przez Liberty.

#### Warner Bros. Records
- Kolejny album typu „sing along” On the Happy Side został wydany przez Warner Bros, a także I Wish You a Merry Christmas, na którym Bing śpiewał ulubione świąteczne utwory.

#### Decca Records
- Album Holiday in Europe został nagrany dla Project Records i wydany przez Decca.

Kompilacje:
- Bing wydał zestaw piętnastu albumów Bing’s Hollywood. Utwory zawarte w tych albumach pochodzą z różnych musicali filmowych, w których Crosby zagrał w latach 1934 – 1956.

### 1963

#### Reprise Records
- Reprise Musical Repertory Theatre – zestaw czterech albumów, w tym trzy albumy z udziałem Binga.

### 1964

#### Reprise Records
- Ukazał się album Return to Paradise Islands z piosenkami o tematyce hawajskiej. Reprise wydało także dwa albumy nagrane z Frankiem Sinatrą oraz Fredem Waringiem – America, I Hear You Singing i 12 Songs of Christmas oraz album Robin and the 7 Hoods z piosenkami z filmu o tej samej nazwie.

### 1965

#### Capitol Records
- Bing nagrał album Bing Crosby Sings the Great Country Hits w październiku 1963 roku, który został wydany w 1965 roku przez Capitol. Ukazał się również album That Travelin’ Two-Beat – kolejny projekt wykonany z Rosemary Clooney.

### 1966

#### The Longines Symphonette
- Bing Crosby’s Treasury – The Songs I Love – sześciopłytowy album zawierający osiemdziesiąt cztery utwory wybrane przez Binga Crosby’ego, z których dwanaście nagrał, a pozostałe utwory były grane przez samą orkiestrę.

#### Reprise Records
Kompilacje:
- The Summit

### 1967

#### Decca Records
Kompilacje:
- Bing Crosby and The Columbus Boychoir Sing Family Christmas Favorites

### 1968

#### Pickwick Records
- Bing nagrał album Thoroughly Modern Bing w lutym 1968 roku.

#### The Longines Symphonette
- Bing Crosby’s Treasury – The Songs I Love – to sześciopłytowy zestaw płyt LP zawierający sześćdziesiąt utworów wybranych przez Binga Crosby’ego, z których trzydzieści sześć nagrał, a pozostałe utwory były grane przez samą orkiestrę.

### 1969

#### Amos Records
- Hey Jude/Hey Bing! – album ze współczesnymi piosenkami nagranymi z Jimmym Bowenem.

## Lata 70.

### 1970

#### Disneyland Records
- Ukazał się album Goldilocks pochodzący z krótkometrażowego muzycznego programu animowanego Goldilocks wyemitowanego na NBC 31 marca 1970 roku.

### 1971

#### Daybreak Records
- A Time to Be Jolly – świąteczne piosenki nagrane dla wytwórni Sonny’ego Burke’a.

### 1972

#### Daybreak Records
- Bing ’n’ Basie to kolejny album Binga nagrany dla Daybreak wraz z orkiestrą Counta Basie.

#### Coral Records
Kompilacje:
- Rhythm on the Range
- I’ll Sing You a Song of the Islands

### 1975

#### London Records
- A Southern Memoir – album winylowy nagrany 16 stycznia 1975 roku w TTG Studios i wydany w grudniu tego samego roku przez London Records.

#### United Artists Records
- Ukazał się album That’s What Life Is All About nagrany w lutym oraz album z Fredem Astaire pod tytułem A Couple of Song and Dance Men nagrany w lipcu.

### 1976

#### Argo Records
- Tom Sawyer – czytanie przez Binga Crosby’ego skróconej wersji klasycznej opowieści Marka Twaina „Przygody Toma Sawyera” rozłożone na 3-płytowym zestawie.

#### United Artists Records
- Ukazał się album At My Time of Life nagrany w lutym 1975 roku.

#### K-Tel Records
- Bing Crosby Live at the London Palladium – nagranie na żywo z występów Binga, Rosemary Clooney, Kathryn Grant Crosby i Teda Rogersa w London Palladium od 21 czerwca do 4 lipca 1976. Album został wyprodukowany przez Kena Barnesa.

#### Decca Records
- Feels Good, Feels Right – album winylowy wydany przez Decca Records w 1976 roku, nagrany z Alanem Cohenem w Londynie.

### 1977

#### United Artists Records
- Ukazał się album Beautiful Memories nagrany dla United Artists Records w 1976 roku.

#### London Records
- Ukazał się album Bingo Viejo nagrany 23 czerwca i 15 września 1975 roku, a wydany w roku 1977.

#### Polydor Records
- Seasons to ostatni album Binga wyprodukowany przez Kena Barnesa.

## Lata 90.

### 1993

#### Golden Olden Recordings
- A Little Bit of Irish – album ze ścieżką dźwiękową z telewizyjnego programu z 1966 roku o tej samej nazwie z udziałem Binga Crosby’ego, który był wyemitowany w telewizji w USA oraz w Wielkiej Brytanii w Dniu Świętego Patryka w 1967 roku. Album ten został wydany po śmierci Crosby’ego, w 1993 roku na płycie CD.

## Lata 2000.

### 2010

#### Collectors’ Choice Music
- On the Sentimental Side – studyjny album nagrany 21 i 22 czerwca 1962 roku dla własnej firmy Project Records. Crosby jednak nigdy nie ukończył pracy nad tym albumem, dlatego został on wydany dopiero w 2010 roku na płycie CD przez Collectors’ Choice Music.